# Protexarnis amydra
Protexarnis amydra är en fjärilsart som beskrevs av Chen 1993. Protexarnis amydra ingår i släktet Protexarnis och familjen nattflyn. Inga underarter finns listade i Catalogue of Life.